# The Married Virgin
The Married Virgin er en amerikansk stumfilm fra 1918 af Joe Maxwell.

## Medvirkende
- Vera Sisson - Mary McMillan
- Rudolph Valentino - Roberto di San Fraccini
- Frank Newburg - Douglas McKee
- Kathleen Kirkham - McMillan
- Edward Jobson - John McMillan